# دی‌آی‌پی‌ای‌ام‌پی
دی‌آی‌پی‌ای‌ام‌پی (به انگلیسی: DIPAMP) با فرمول شیمیایی C۲۸H۲۸O۲P۲ یک ترکیب شیمیایی با شناسه پاب‌کم ۱۱۴۱۹۷۴۸ است. که جرم مولی آن ۴۵۸٫۴۷ g/mol می‌باشد. 